# The Katie Melua Collection
The Katie Melua Collection – zbiór wybranych przez Mike'a Batta utworów Katie Meluy. Płyta została wydana 27 października 2008.

## Lista utworów
CD:
1. Closest Thing to Crazy
2. Nine Million Bicycles
3. What a Wonderful World
4. If You Were a Sailboat
5. Piece by Piece
6. Call Off the Search
7. On the Road Again
8. Mary Pickford
9. Spider's Web
10. Thank You Stars
11. I Cried for You
12. Crawling Up a Hill
13. Tiger in the Night
14. When You Taught Me How to Dance
15. Two Bare Feet
16. Toy Collection
17. Somewhere in the Same Hotel

DVD:
1. 90-minutowy film z koncertu na Arena Tour 2008 w Rotterdamie.
2. Behind The Screens – krótki film na temat trasy koncertowej.